# Module hậu cần đa mục đích

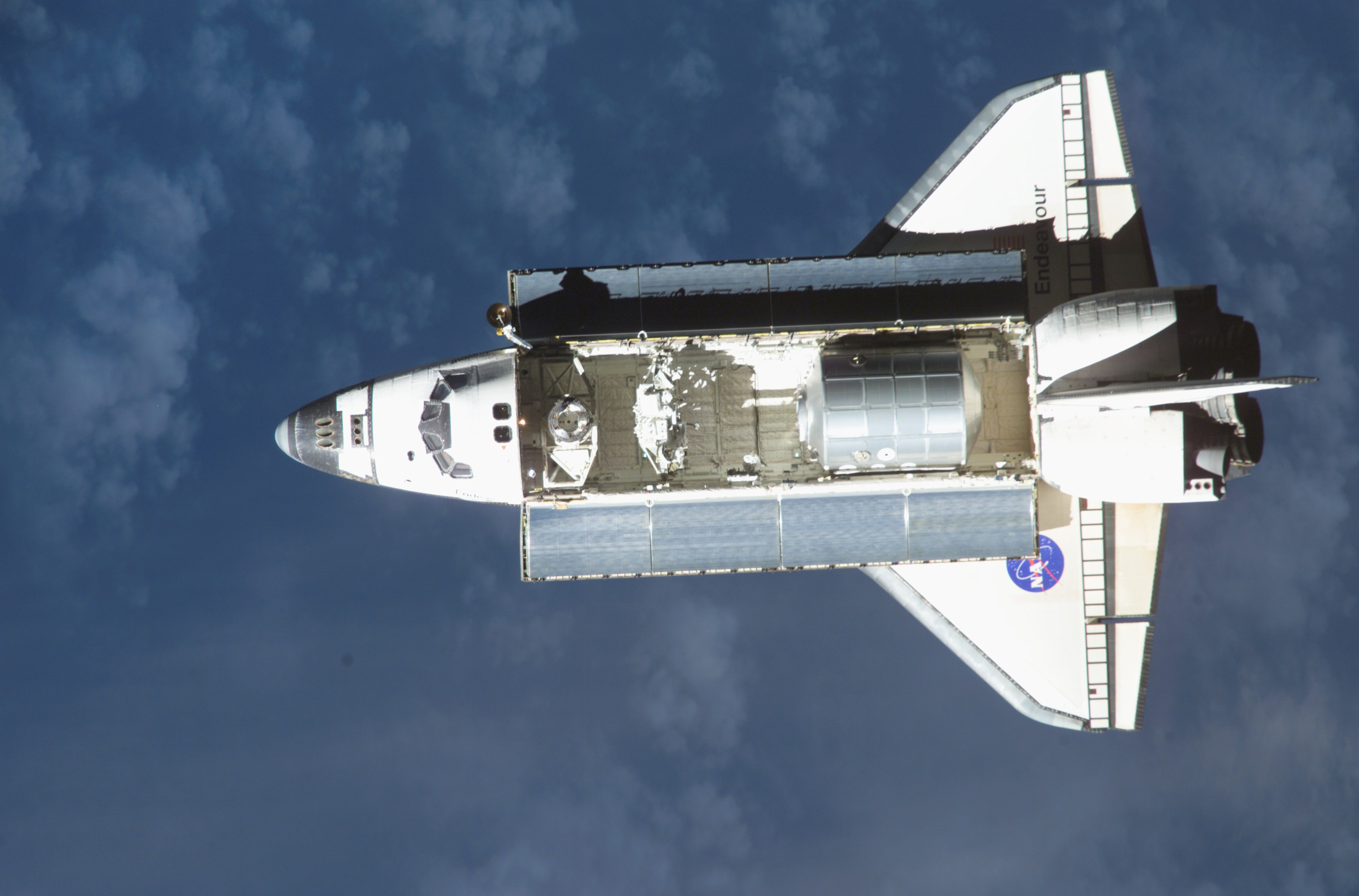
MPLM Leonardo bên trong khoang chở hàng của tàu con thoi Endeavour

Các module hậu cần đa mục đích (Multi-Purpose Logistics Module – MPLM) là các module điều áp hoạt động như các xe tải chuyên chở hàng cho trạm không gian quốc tế. Các module này mang các thiết bị, các dụng cụ thí nghiệm cũng như đồ tiếp tế lên trạm cũng như từ trạm về Trái Đất thông qua các tàu con thoi.

## Lịch sử
Các MPLM được xây dựng bởi cơ quan không gian Italia (ASI), gồm tất cả là 3 chiếc lần lượt là Leonardo, Raffaello và Donatello. Tuy được xây dựng bởi Italia nhưng các module này lại thuộc sở hữu của Mỹ. Đây xem như là một sự trao đổi để Italia có quyền tiếp cận vào các hoạt động nghiên cứu của Mỹ trên trạm ISS.

## Chức năng

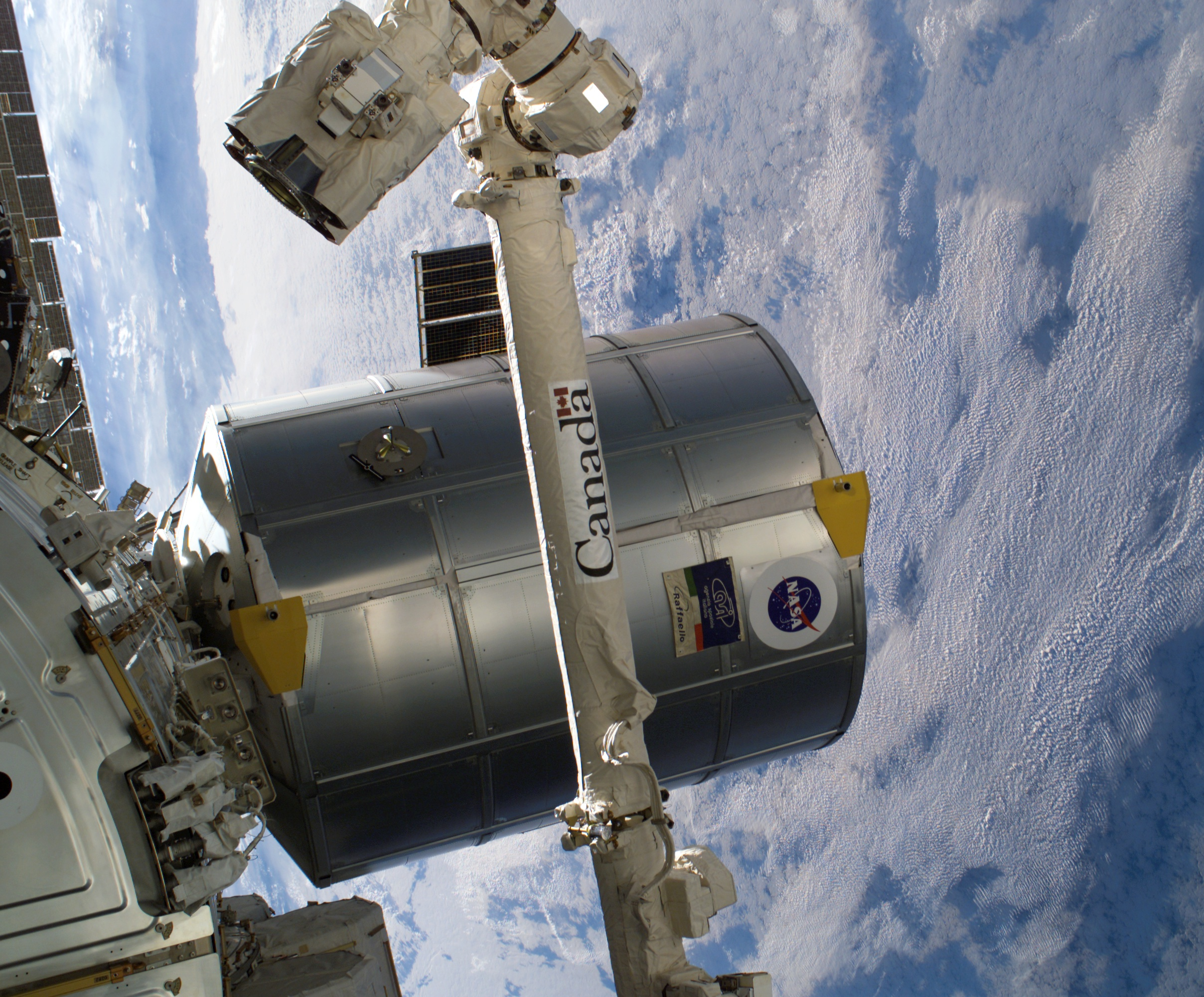
Raffaello ghép nối vào ISS

Các module này vừa là phương tiện chuyên chở hàng hóa vừa là một module của trạm không gian quốc tế. Các module này được mang lên trạm bởi các tàu con thoi và mang theo hàng tiếp tế cũng như thiết bị khoa học cho trạm. Khi tới nơi, nó sẽ được lắp ghép vào và trở thành một module của trạm không gian. Lúc này việc vận chuyển các thiết bị từ MPLM tới trạm và ngược lại được tiến hành. Sau đó module này được tháo ra khỏi trạm và đặt trở lại vào khoang chở hàng của tàu con thoi để mang về Trái Đất. Khi ở trong khoang chở hàng của tàu con thoi, module này độc lập với cabin do đó các phi hành gia không thể đi từ cabin tàu vào trong các module này.

## Kỹ thuật
Các module này có hình dạng là một hình trụ dài có gắn 2 hình nón ở 2 đầu, chiều dài 21 feet và đường kính 15 feet, nặng khoảng 4.5 tấn. Nó có thể mang theo tới 10 tấn hàng hóa chứa trong 16 giá thiết bị tiêu chuẩn (standard Space Station equipment rack). Trong 16 giá này có 5 giá có thể được trang bị năng lượng, dữ liệu và chất lưu để hỗ trợ một tủ làm lạnh. Để có thể hoạt động như một module trên trạm cũng như một phương tiện vận chuyển hàng hóa, MPLM chứa các bộ phận cung cấp một vài chức năng hỗ trợ sự sống, phát hiện và ngăn chặn cháy, phân phối điện năng và máy tính. MPLM cũng có các tủ làm lạnh để mang các mẫu thí nghiệm cũng như thức ăn tới và rời khỏi trạm.

## Bên lề
Việc xây dựng module Leonardo được bắt đầu tiến hành vào tháng 4 năm 1996 tại nhà máy Alenia Aerospazio ở Torino, Italia. Leonardo được chở từ Italia tới trung tâm không gian Kennedy tháng 8 năm 1998 bởi một chuyên cơ chở hàng đặc biệt Beluga. Raffaello được chở tới trung tâm không gian Kennedy tháng 8 năm 1999, còn Donatello được mang tới ngày 1 tháng 2 năm 2001.
Các module này được đặt tên để tưởng niệm những tài năng vĩ đại trong lịch sử Italia:
- Leonardo da Vinci: một nhà khoa học và phát minh, kỹ sư công trình, kiến trúc sư, họa sĩ, nhà thiết kế vũ khí và lập kế hoạch quân sự phi thường.
- Donato di Niccolo Di Betto Bardi: một trong những nhà điêu khắc vĩ đại nhất mọi thời đại và là một trong những người đặt nền tảng cho nghệ thuật điêu khắc hiện đại.
- Raffaello Sanzio: một họa sĩ mà các tác phẩm của ông có một phong cách riêng biểu hiện ở sự thể hiện được cái vĩ đại của con người, thông qua sự sáng sủa của hình thể và sự thanh thoát của bố cục.

Hình ảnh của các MPLM
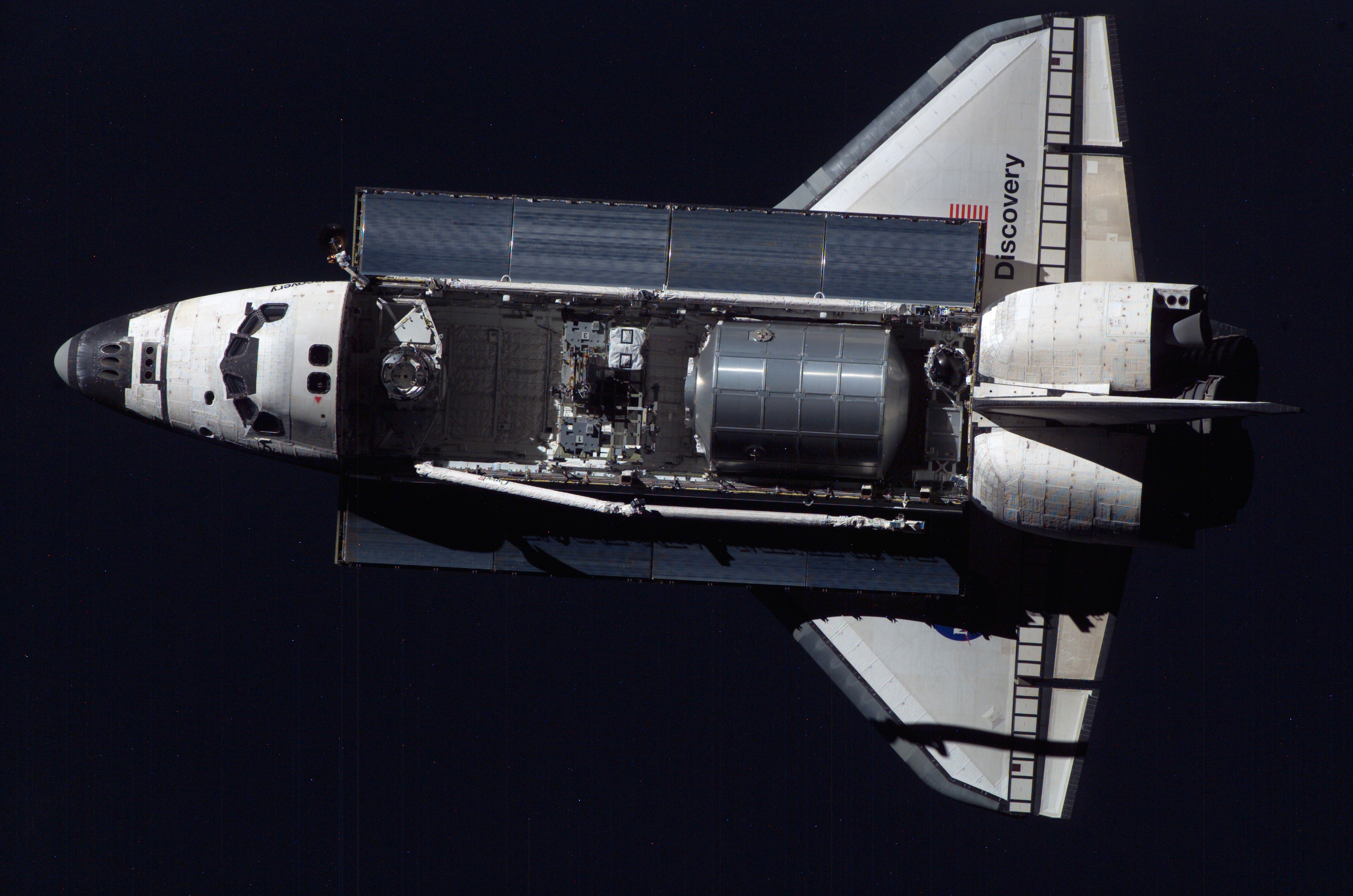
Bên trong Discovery
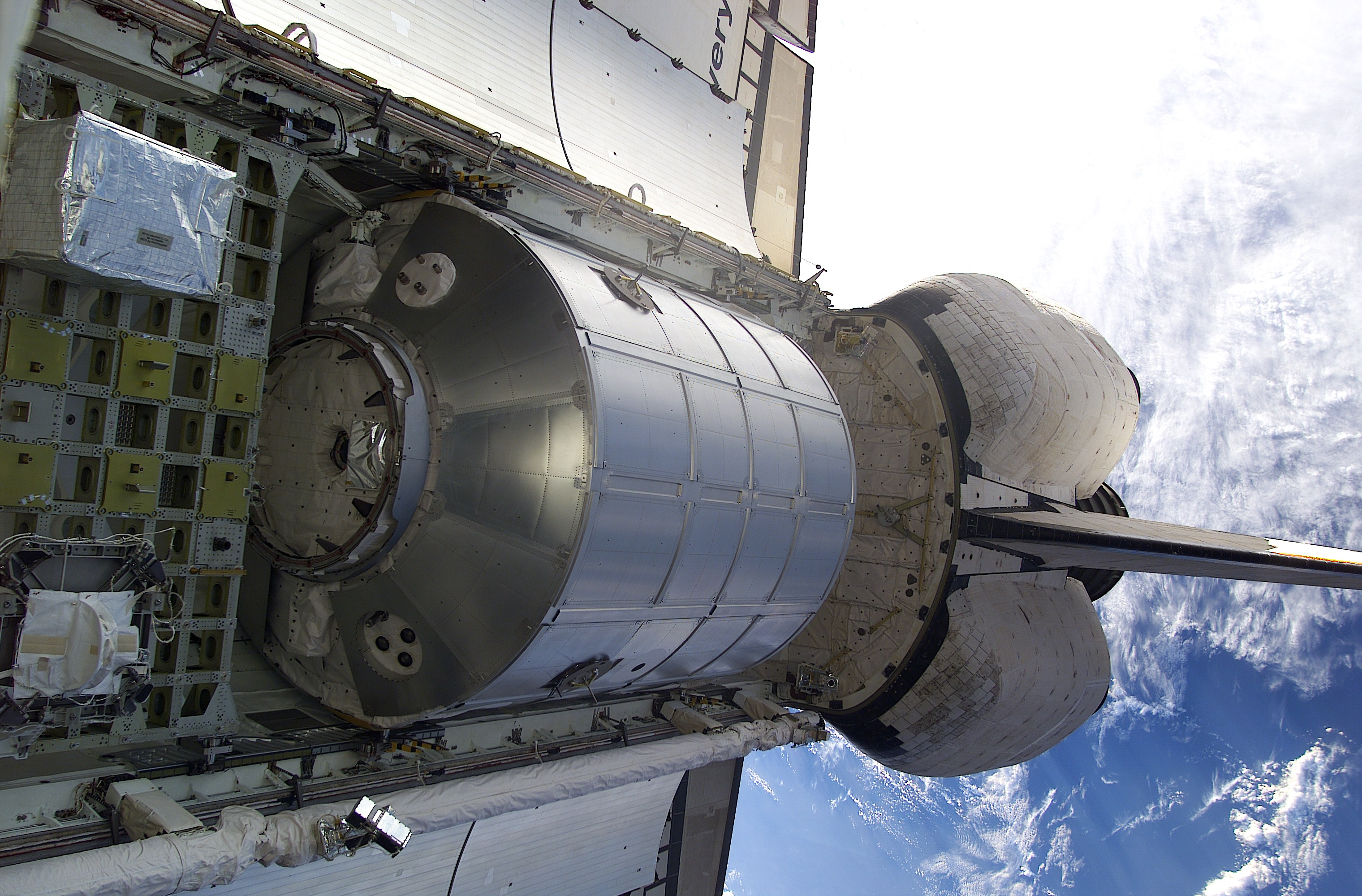
MPLM Leonardo
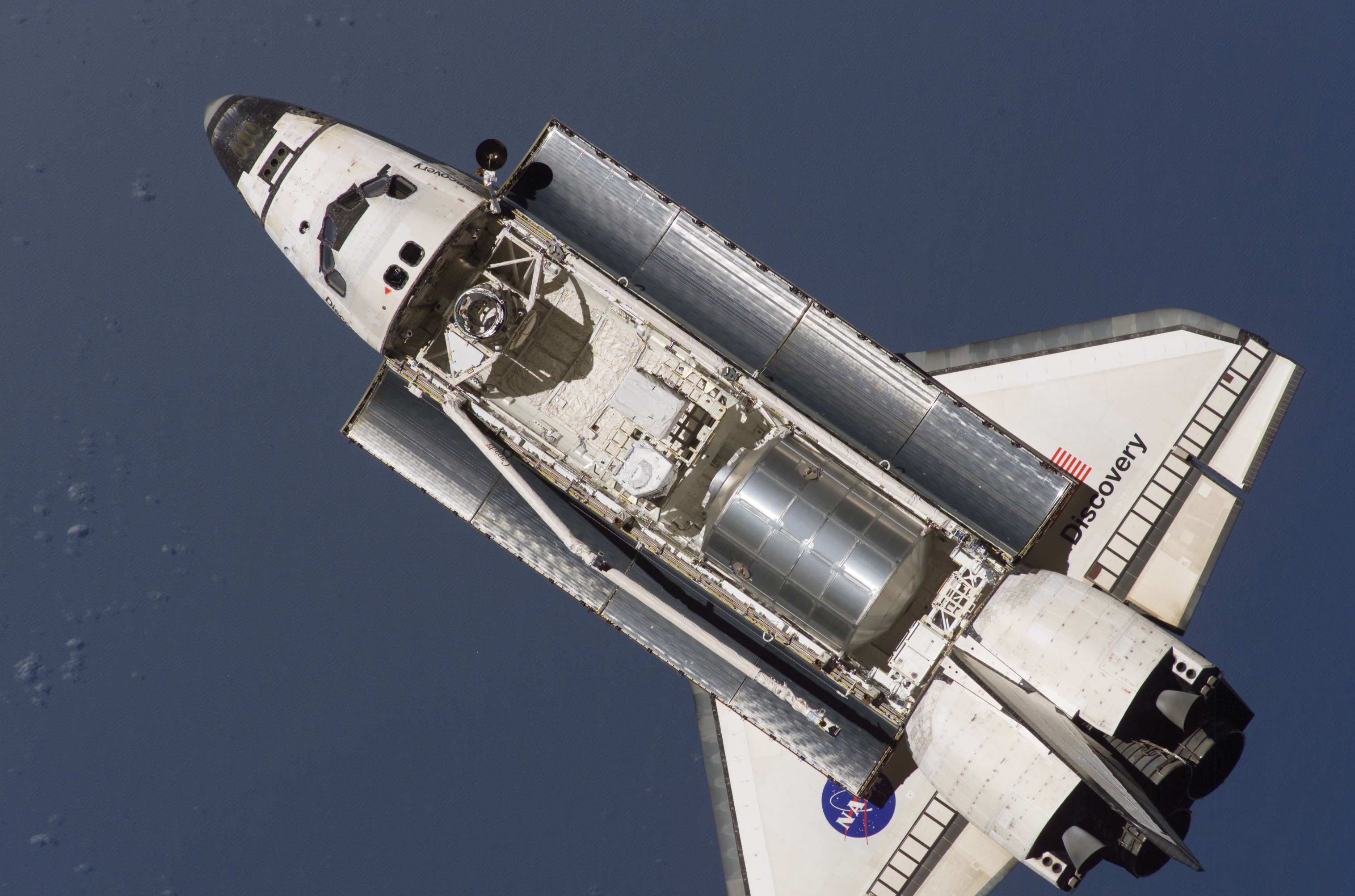
Leonardo chụp từ ISS
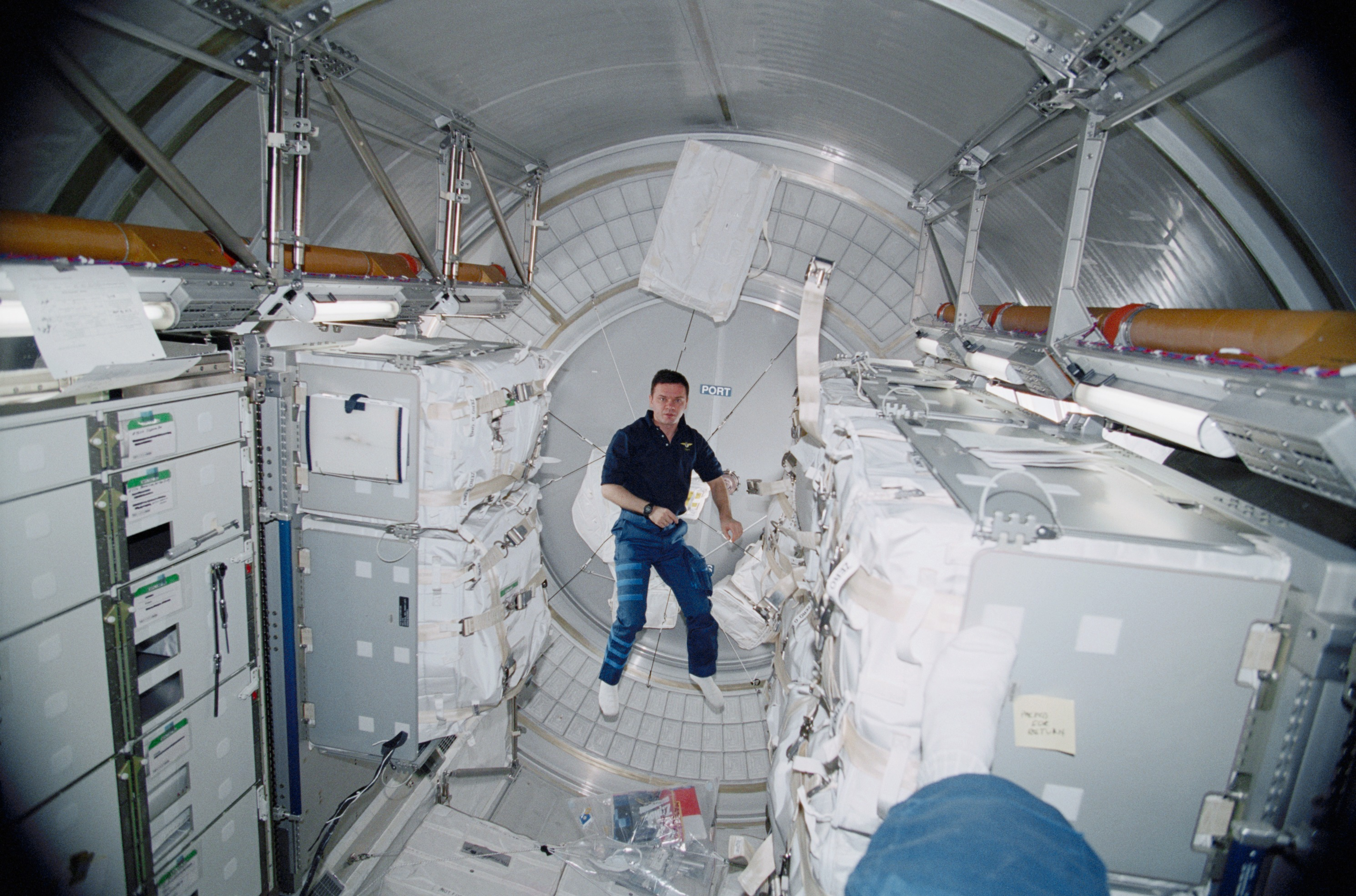
phi hành gia Yuri P. Gidzenko bên trong Leonardo